# George William Hamilton Gordon
Pour les articles homonymes, voir George Gordon et Gordon.
George William Hamilton Gordon F.R.I.B.A. (1854 - 31 décembre 1906) était un architecte britannique. 

## Biographie
Il fit ses études au Eton College, puis fut l'assistant-stagiaire auprès de l'architecte Alfred Waterhouse de 1874 à 1878. En 1882, il s'associa avec Andrew Thomas Taylor et ouvrit un bureau à Montréal. Le 21 juin 1886, il fut admis au sein du Royal Institute of British Architects (R.I.B.A.). En mai 1904, il devint le directeur des travaux publics de la Colonie de la rivière Orange en Afrique du Sud. Il fut élu « Fellow » en 1906 au sein du R.I.B.A. Il mourut à Bloemfontein la même année d'une sévère dysenterie.

## Sources
- Artefacts, « Gordon, George William Hamilton », artefacts.co.za (consulté le 11 janvier 2014)
- Dictionary of Scottish Architects, « Gordon, George William Hamilton », scottisharchitects.org.uk (consulté le 11 janvier 2014)